# 切爾涅齊克 (塔拉拉伊夫卡區)
50°45′48″N 33°0′54″E / 50.76333°N 33.01500°E
切爾涅齊克（烏克蘭語：Чернецьке），是烏克蘭北部的村莊，隸屬切爾尼希夫州的普里盧基區。該村始建於1697年，面積2.29平方公里，海拔高度156米，2001年人口527，人口密度每平方公里230.2人。